# セベロドネツクの戦い (2022年)
セベロドネツクの戦い（セベロドネツクのたたかい）は、2022年のロシアによるウクライナ侵攻時の東部攻勢のドンバスの戦いにおいて起きた軍事交戦である。セベロドネツクは現在、ルハーンシク州の行政の中心地として機能しており、2022年5月時点でセベロドネツクと隣接都市リシチャンシクはルハーンシク州でウクライナが保持している最後の拠点となっていた。2022年6月14日までに、ロシア軍は都市の大半を支配し、全ての避難ルートを遮断した。
2022年6月24日、ウクライナの部隊がセベロドネツクからの撤退を命じられ、翌日にロシア軍と親露派部隊が同市を制圧した。

## 背景

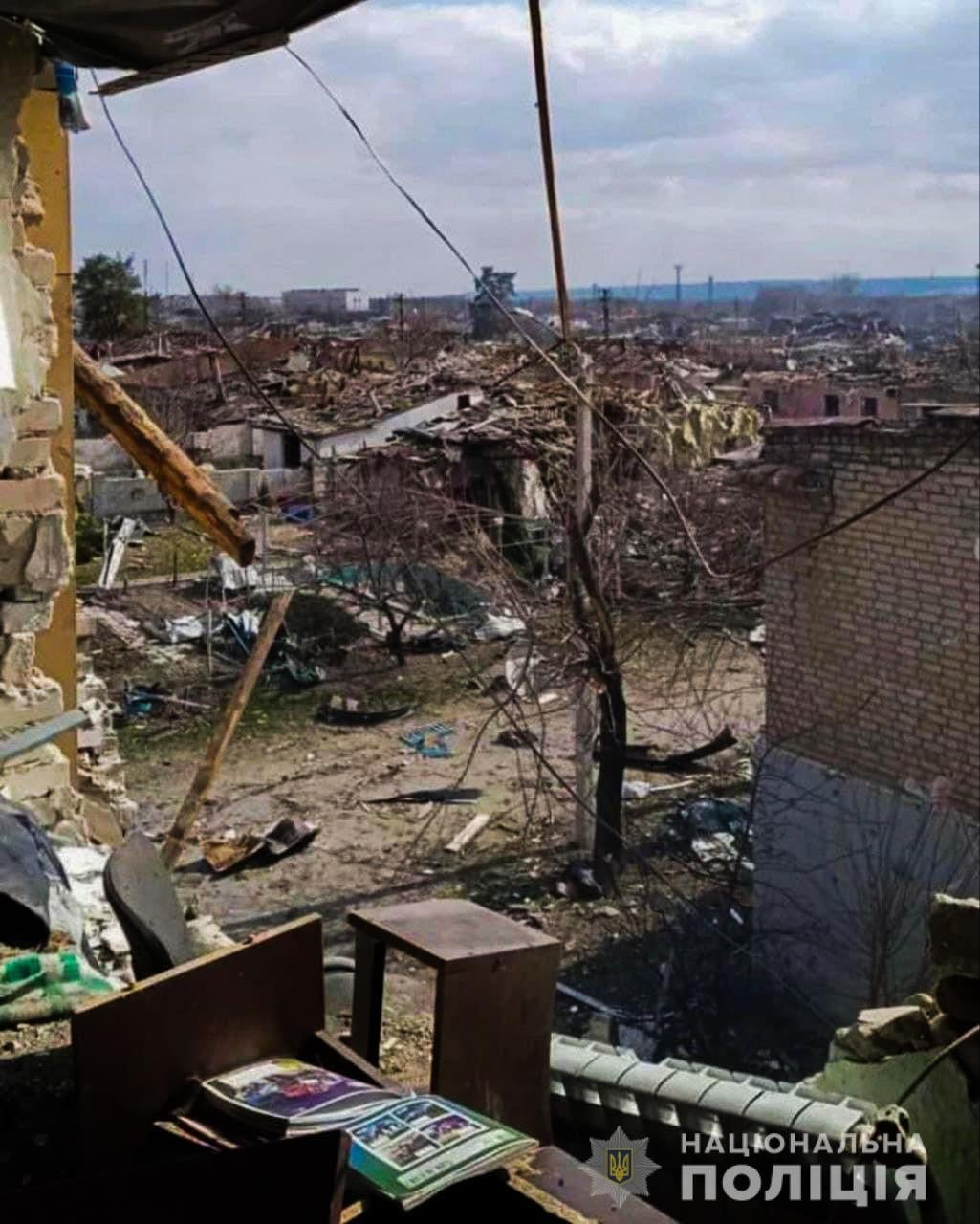
ロシアの砲撃を受けた直後のセベロドネツク（2022年4月6日）

2月28日の15:00頃、ロシア軍はセベロドネツクへの砲撃を始めた。ルハーンシク州知事のセルヒイ・ハイダイによると、1人が死亡し、数人が負傷した。ガスパイプラインも砲撃の被害を受けた。
3月2日、セベロドネツク近郊のほぼすべての村で戦闘が報告された。ロシア軍は防空壕として機能していた学校の体育館を含め、市街地への砲撃を続けた。死者は報告されていない。同日15時20分、ウクライナ当局はロシア軍が市内に入ろうとしたが撃退されたと述べた。
ロシアの侵攻から一か月後、ロシアはルハーンシク州の93%を制圧したと主張した。4月6日までにロシア軍はルビージュネ市の60%を制圧したと報じられ、砲弾とロケット弾が「定期的かつ持続的な間隔」でセベロドネツク市内に着弾した。
4月7日、第128独立山岳強襲旅団の部隊が攻勢を行い、ロシア軍をクレミンナ町から6～10キロメートルの所まで追い払った。ウクライナのドミトロ・クレーバ外相はドンバスの戦いは「第二次世界大戦を思い出させる」だろうと語った。
4月9日までに、ロシア軍の第4親衛戦車師団の部隊がセベロドネツク付近に集中していると報じられた。4月11～12日に、ロシア軍はセベロドネツクを繰り返し攻撃したが、占領には至らなかった。
4月18日、ロシアはウクライナ東部での攻勢を再開し、セベロドネツクへの空爆を開始した。4月末までに、セベロドネツクの民間人の大半は避難した。4月下旬、ロシア軍はハルキウ、ドネツィク、ルハーンシクの残る未占領地域を完全制圧するために全面攻勢を開始した（ドンバスの戦い）。

## 戦闘

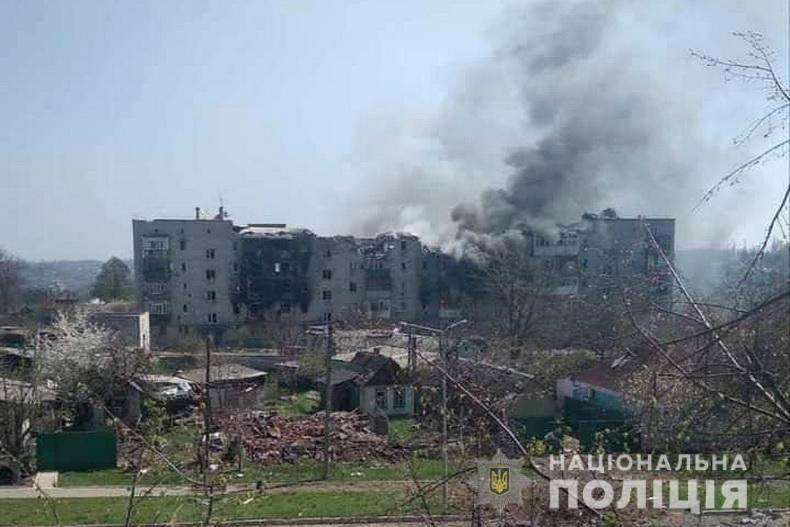
ロシアの砲撃により破壊されたセベロドネツク市内の建物

5月6日、ロシア軍とルガンスク人民共和国（LPR）軍は、セベロドネツク郊外に前進し、同市のすぐ北にあるVoevodivka村を攻撃した他、南東のボロノボ村を占領した。その他の村もセベロドネツク包囲を目指すロシア軍の攻撃を受けた。その後、市長のオレクサンドル・ストリュクは、セベロドネツクが「事実上包囲されている」と報告した。後に、ロシア軍と分離主義勢力がビロホリフカとボジェボディウカ村、リシチャンシクを攻撃し、南からセベロドネツクを封鎖しようとした。また、ロシア軍はポパスナを制圧した（ポパスナの戦い）。
5月9日、LPR軍がセベロドネツク南東の集落Nyzhnjeを制圧し、Nyzhnjeに隣接する集落トシュキウカへの攻撃を開始したと報じられた。ロシアが西からセベロドネツクをさらに包囲しようと試みたため、ルビージュネ、Vojevodivka、ビロホリフカで激しい戦闘が続いた。翌日もロシアは都市とその周辺への攻撃を継続した。ウクライナ軍は、ロシア軍の前進を妨害しようとビロホリフカ近郊のドネツ川に架けられたロシアの浮橋を破壊し、その過程でロシアの一個大隊のほぼ全体を破壊した。ウクライナの地方警察署長Oleh Hryhorovによると、ロシアの大砲が市内に通じる通行可能な一般道を自由に攻撃できているため、セベロドネツク及び隣接するリシチャンシク市は戦術的に包囲されているという。市内では電力と水の供給が途絶え、何万人もの民間人が基本的必需品を失った。5月12日までに、ルビージュネの戦いでウクライナ軍に勝利したロシア・LPR軍は、同市の完全な支配を確立し、セベロドネツクを包囲する試みを促進させた。
その後、ロシアはほとんどの場合、セベロドネツクとリシチャンシクの周辺への地上攻撃を停止し、砲撃戦に絞った。親露派部隊は、その代わりに2つの都市の包囲を完了することに注力し、この目的を達成するために、イジューム周辺の北部戦線と南部のバフムートに向けて攻撃した。 北部の攻撃による進展は皆無に等しかったが、南部ではロシアは数日間の激しい戦闘で限定的な前進を遂げた。戦闘は主に、トシュキウカ、Pylpchatyne、ヒルスケ、ゾロテを含む多くの村に集中していた。5月24日時点でセベロドネツク地区のボリフスケ、クレミンナ、Novotoshkivske、Nyzhnie、Orikhove、ポパスナ、ルビージュネ、トシュキウカ、Troitske、ボロノボ、Voevodivka、ゾロテの居住地はロシアの支配下にあった。

### 都市攻撃
5月27日、ロシアはまだ都市を包囲していないにもかかわらず、セベロドネツクへの直接の地上攻撃を開始した。チェチェンのカディロフツィは、市の北部にあるMir Hotelを占領した。一方、他のロシア軍と分離主義勢力は、都市部でポケットを形成する試みを続け、北（ルビージュネ近く）と南西（ウスティニフカとボリスフスケ）から攻撃した。さらに西の方では、ロシアはセベロドネツク-リシチャンスクへのウクライナの補給ラインを混乱させるため、リマンやシヴェルシクなどの多くの地域で徐々に前進し続けていた。
翌日、ロシアはゼベロドネツクで限定的な進展を遂げた。戦争研究所（ISW）は、この時点でこの戦いがすでにロシア軍にとって非常に費用がかかることを証明しており、彼らの攻撃能力を使い果たす可能性があると主張した。ロシアとウクライナの両方が多大な損失を被っていたが、親露派の分遣隊の被害を置き換えることはより困難であった。
ロシア軍は包囲された都市に通じる最後のルートへの攻撃を開始し、一時的に占拠したが、ウクライナ軍はその直後にロシア軍を撃退したと主張した。5月29日までに、ロシア軍はウクライナ兵との接近戦を行い、戦闘は「都市の真っ只中」で行われたと報じられた。

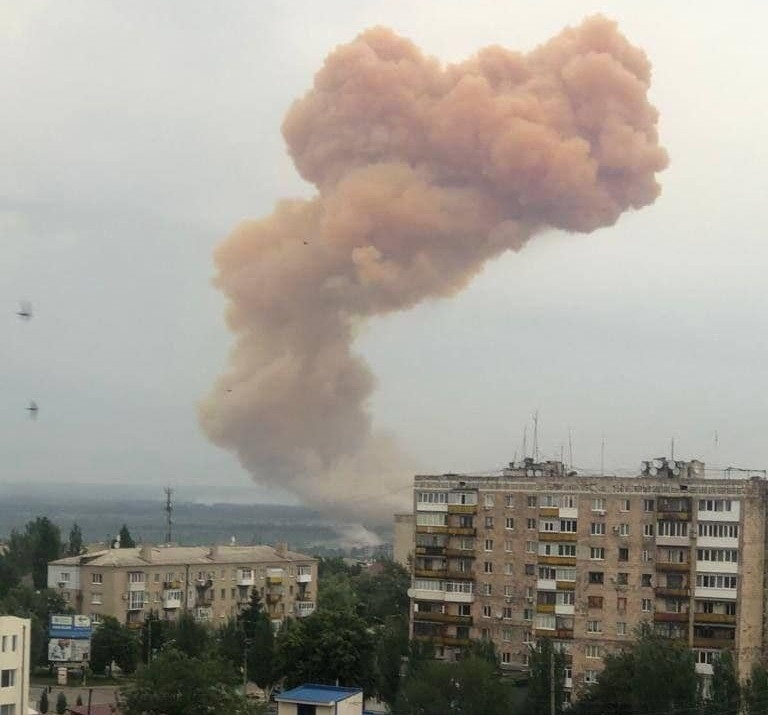
ロシア軍に攻撃されたセベロドネツク市内の化学工場から立ち昇る煙

5月31日の朝までに、ロシア軍は都市の3分の1から2分の1を制圧した。ロシア軍は都市を押し進み二つに分割した。その日の後半、ウクライナはセベロドネツクの70～80%がロシア軍支配下にあることを認め、周辺の集落の大半が同様に支配されていることも認めた。ルハーンシク州知事のセルヒイ・ハイダイは「一部のウクライナ軍部隊がより有利な事前に準備された陣地に向けて撤退した」と述べた。

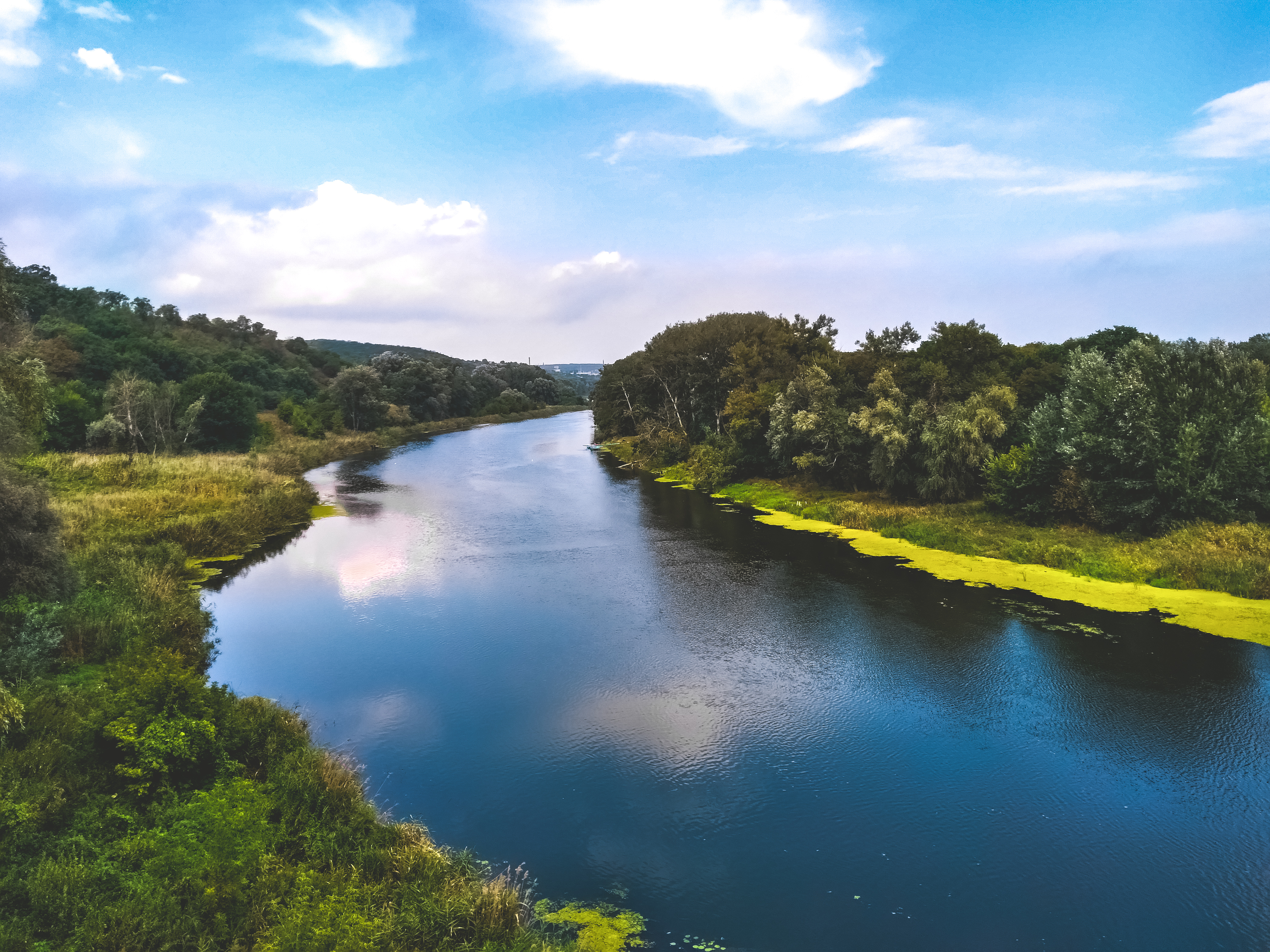
平時のドネツ川の光景。この写真は現在は深刻な損傷を受けているPavlohradskyi橋から撮影された。

6月1日、ウクライナによるとアゾト化学工場にロシアの砲撃が直撃し、硝酸タンクが吹き飛び、人々が屋内に留まることを余儀なくされたという。翌日、アゾト工場の地下の防空壕に民間人約800人が避難していると明らかにした。セルヒイ・ハイダイはロシア軍は市中心部に到達したと述べた。ウクライナはロシア兵6人を捕虜にし、200人を殺害したと主張した。英国防省によると、2022年6月2日時点で、ロシアはセベロドネツクの大半を制圧しているという。翌日、ウクライナは反撃を行い、ロシア軍に制圧された市域の20%を奪還した。セベロドネツク市内ではジョージア人とポルトガル人の男性を含む少なくとも12人のウクライナ領土防衛部隊多国籍軍団のメンバーが戦っていた。ロイターによると、セベロドネツク近郊で同社のジャーナリスト二名が負傷し、彼らのドライバーは殺害されたという。セルヒイ・ハイダイはウクライナ軍はロシアの数多くの攻撃を撃退し、装備を破壊したと主張した。彼はまた、ロシアは「彼らの予備役全てをセベロドネツクに投入している」とし、「市内に食料と医薬品を配達するのは不可能」だと主張した。ハイダイはまた、ロシアがウクライナの増援の到着と援助の配送を防ぐためにドネツ川に架かる橋を爆破したと主張した。
セルヒイ・ハイダイはロシアの将軍アレクサンドル・ドヴォルニコフが6月10日までにセベロドネツクを完全制圧するか、リシチャンシク - バフムートハイウェイを完全遮断し、同ハイウェイを支配下に置く任務を受けたと主張した。英国防省はロシアはシリアの時と同様の戦術を用いており、ロシア軍の犠牲者を減らすことを目的として、ルガンスク人民共和国の兵士などの自軍の兵士以外の部隊を使っているとし、それらの兵士はロシア兵ほど訓練も装備もされていないと述べた。
6月5日、ドネツク人民兵第1軍団司令官(前ロシア陸軍 第29諸兵科連合軍参謀長)のロマン・クトゥーゾフ少将が戦死。クトゥーゾフはロシア軍の軍人であるが、セベロドネツクの戦い開戦後からドネツク人民軍第1軍団を指揮していた。
6月6日、セルヒイ・ハイダイはウクライナの状況について、「我々の防衛者は暫くの間、反撃に成功し、都市のほぼ半分を解放した。しかしながら、現在の状況は再び我々にとって悪くなっている」と説明した。彼はリシチャンシク-セベロドネツク間の道路について、「ロシア軍はこの道路を支配していないが、道路全体が砲撃をうけている。ロシア軍は大量の予備役を集めているので、彼らがこの道路を制圧するのに十分な戦力を持つようになるかは時がたてばわかるだろう」と述べた。ロシア軍は数と装備の点で「単純にとてつもない」と述べた。ハイダイはロシア軍は「スタンダードな焦土戦術」を実行していると主張した。ウクライナ軍情報部のトップ、Kyrylo Budanov少将は大砲で敵に10倍のアドバンテージがあるにもかかわらず、ウクライナ軍は徐々に進軍していると主張した。ロシアはウクライナ軍が撤退していると主張した。
同日、ウクライナ大統領のウォロディミル・ゼレンスキーはセベロドネツクから南に数キロにあるリシチャンシクを訪問した。ゼレンスキーは「我々は持ちこたえている」とし、「セベロドネツクにロシア軍はもっとおり、彼らはより強い」と語りつつも、「我々の英雄達はセベロドネツク内の拠点を放棄したりはしない。市内では激しい市街戦が続いている」と述べた。6月8日、ウクライナ軍参謀本部はロシアの攻撃を「抑えた」と発表した。しかしながら、BBCによると、軍事アナリストは「どちらの軍がどの地域を制圧しているかを知るのは困難だ」という。
6月8日、セルヒイ・ハイダイは「誰もセベロドネツクをあきらめていない。市内が絶えず砲撃されているため、たとえ我が軍がより強化された陣地へと引かなければならなくなったとしても、それでもセベロドネツクを放棄したという意味にはならない」と語った。ロシアは「ドンバスのウクライナグループは人員、武器、軍装備に重大な損失を被っている」と発表した。英国防省は「この24時間でどちらかが大きく前進したとは考えにくい」と分析した。その日の午後、セルヒイ・ハイダイはウクライナ軍が都市郊外に押し戻されたことを認めた。ロシア軍の激しい砲撃のためだという。
アゾット化学工場の所有者Dmytro Firtashの弁護士は、工場に民間人800人が残っており、その内200人は従業員だと明らかにした。セルヒイ・ハイダイはウクライナ軍は市内に取り残された民間人の救助は行えないと述べた。
6月9日、セルヒイ・ハイダイはセベロドネツクの90%以上が「一時的に」ロシアの支配下にあると語った。
スヴォボタ国家親衛隊大隊指揮官のPetro Kusykは、ウクライナ軍は砲撃を無効化するためにロシア軍を市街戦へと引き込んでいると述べ、さらに「昨日は我々にとって成功した。我々は反攻を開始し、一部地域でロシア軍を1、2ブロック押し戻すことに成功した。他の地域ではロシア軍に押し戻されたが、1、2棟分だけであり、昨日は占領者は甚大な被害を被った。もし毎日が昨日の様ならば、これはすぐに終わるだろう」と述べた。
彼はまた、大砲と医薬品が足りないことに不満をあらわにしており、「それらのシステムがなくても我々は元気に持ちこたえている。我々の陣地を保持せよとの命令があり、我々はそれらを守っている。兵士の命を救うための適切な器具無しで軍医が（治療を）行っているということは信じ難い」と語った。
6月10日、英国防省は、「6月10日時点でセベロドネツク周辺のロシア軍は都市南部へと進軍していない。激しい市街戦が続いており、おそらく両方に多数の死傷者が出ている」と分析した。
6月11日、LPR当局者はアゾト化学工場にいる民間人500人の避難に関して、同工場にいるウクライナ軍との間で交渉が行われているとし、さらに400人のウクライナ兵が工場にいると述べた。
セルヒイ・ハイダイは、「状況は依然として厳しい。戦闘は続いているが、残念ながら、都市の大半はロシアの支配下にある。いくつかの位置争いが路上で行われている」と語った。 また、「アゾト工場の封鎖についての話は、ロシアの宣伝者によって広められた完全な嘘である」と語った。
ハイダイはウクライナのテレビに、ウクライナ軍は市街戦で失敗しており、ロシアの大砲が住宅地での戦闘に勝利していると語った。
6月12日、ウォロディミル・ゼレンスキーは、「彼らはセベロドネツクで攻勢を仕掛けており、文字通り1メートルを争う激しい戦闘が行われている」と述べ、ロシア軍がドンバスに予備役を投入しようとしていると指摘した。 ウクライナの最高司令官であるヴァレリー・ザルジニーは、ロシアの大砲がロシア軍に「10倍のアドバンテージ」を与えたと主張した。 ルガンスク人民共和国のトップ、レオニード・パセチニクによれば、ウクライナ軍がアゾト工場からセベロドネツクを砲撃したという。
6月13日、セルヒイ・ハイダイによると、セベロドネツクと他のウクライナ地域とを繋げていた三つの橋の最後の一つが破壊されたという。報道によれば、ロシア軍は都市の70%を支配しているという。ドネツク人民共和国のエドゥアルド・バスリンは、メディアに対し「そこ（セベロドネツク）にいるウクライナの師団は永遠にそこにいる」と語った。BBCはドネツ川に架かった三つの橋全てが破壊されたと報じた。
6月14日、ウクライナの情報筋はロシア軍が都市の80%を制圧し、全ての避難ルートを遮断したことを認めた。

### 最後通牒の拒絶
6月15日、ウクライナ軍に降伏するように求めたロシアの最後通牒は無視された。
6月16日、撤退が可能なウクライナ軍にリシチャンシクへの撤退命令が下されたと報じられた。三つの橋が破壊されたにもかかわらず、ウクライナ軍参謀本部は「4つの橋が破壊されたにもかかわらず、セベロドネツクへのいくつかの輸送ルートを維持している」と主張した。翌日、ロシアメディアは、ウクライナ軍の軍人が「降伏し始めた」と報じた。
6月17日、ISWは「ロシア軍は他の前進軸を犠牲にしてセベロドネツクとリシチャンシクを制圧するために利用可能な戦闘力の大部分を集中させており、そうするために多大な犠牲が出ている」と書いた。
6月18日、セルヒイ・ハイダイは、「現在、最も激しい戦いはセベロドネツク近郊で起きている。彼ら（ロシア）は都市を完全に支配していない。我々の防衛者達があらゆる方向でロシア軍と戦っている」とテレグラムに投稿した。ウクライナは市内のウクライナ軍に砲撃支援を提供するためにAHSクラブを配備したと主張した。ウクライナ軍はロシアの第11独立自動車化狙撃旅団に大きな損失を与え、「戦闘能力を回復するために戦闘作戦領域から」撤退させることを余儀なくさせたと主張した。
ウクライナ軍参謀本部は、「砲撃と攻撃の結果、敵はメトルキネ村で部分的に成功し、足場を固めようとしている」と述べた。ハイダイは市の南東にあるその村での「厳しい戦い」について言及した。タス通信は「多くの」ウクライナ兵が降伏したと主張した。
6月19日、新たなロシア軍の攻勢により、ウクライナはセベロドネツク南東にある都市トシュキフカの防衛のために増援を送ることを余儀なくされた。戦車とBM-21が配備されているのが目撃され、戦車の乗員が目的地に行くことを認めた。ロシアが翼包囲機動でウクライナ軍をセベロドネツクのポケットに閉じ込める恐れがあり、すでにロシア軍によってポケットの約75％は閉じられていた。セベロドネツクを保持し、市街戦を行うという決断は、ウクライナ軍の司令官もリスクがあると認めている。ロシア軍に包囲されるリスクのため、元ウクライナ国防相のアンドリー・ザゴロドニュクは、「現在の主な目的は、ドンバスでロシア人を完全に疲弊させなければならないこの絶好の機会を利用することだ。 我々が動けば、彼らも動くだろう。我々はどこかで彼らと会わなければならない。プーチンはセベロドネツクだけを望んでいるという訳ではない。彼らは止められるまで進み続けるだろう」と語った。
6月20日、セベロドネツク市長のオレクサンドル・ストリュクは、ウクライナは依然として市の「3分の1以上」を支配していると述べた。同日、セルヒイ・ハイダイは、メトルキネはロシア軍に奪われたと明らかにしたうえで、「セベロドネツクの大部分」がロシア軍の支配下にあり、ウクライナ軍が工業地帯とアゾト工場の土地のみを支配していることを認めた。また、リシチャンシク-バフムート間の道路は「ほぼ一日中砲撃されていた」と述べた。
6月21日、ハイダイは「ロシア軍はドローンで昼夜を問わず空を監視し、火力を調整し、我々の防衛エリアの変化に迅速に適応する」と述べた。ハイダイは、ウクライナが支配しているのはアゾト化学工場だけであり、セベロドネツク - リシチャンシク間の道路は常に砲撃されているとし、それが嵐の前の静けさであると主張した。
6月22日、ウクライナ側はトシュキフカ、Pidlisne、Myrna Dolynaの集落の支配権を失ったと述べた。6月23日、ロシア軍はヒルスケとゾロテを包囲し、翌日までに完全掌握したと主張した。

### ウクライナ軍のセベロドネツク撤退
6月24日、セルヒイ・ハイダイによるとウクライナ軍はセベロドネツクからの撤退命令を受けたといい、ハイダイは「数か月にわたって執拗に砲撃されてきた陣地に留まるのは意味がない。彼らは新たな陣地への撤退命令を受けた。そこから彼らの作戦は続けられる。ただセベロドネツクに留まるために数か月にわたって破壊されてきた陣地にいるのは無駄なことだ」と述べた。同日、ロシアの情報筋は、ウクライナ軍が過去2日間にヒルスケとゾロテ、リシチャンシク近郊で800人の捕虜を含む1000人以上の犠牲者を出したと述べた。撤退は過去数日間に渡って行われていた。6月25日、ウクライナ軍の撤退後、ロシア軍はセベロドネツクを完全に支配した。シロティネ、ボロノボ、ボリフスケの集落も同様に制圧された。この時、ウクライナ国防副大臣のHanna Malyarは、市民が軍事情報をソーシャルメディアに共有したことにより、戦闘中に軍事作戦が妨害されたと批判した。

## 分析
戦争研究所（ISW）は、5月28日、ロシア軍が戦闘効果のある部隊の大部分をセベロドネツクの戦いに向け、他の前線を弱体化させ、残りの軍隊を使い果たす危険を冒していると判断した。 ISWは、セベロドネツクの占領に投じられた努力は、同地の限定的な戦略的価値にそぐわないようだと警告した。ウクライナの軍事アナリスト、オレ・ズダノフは、これが西側の軍事援助がウクライナ軍に到達する前にロシアが行うことができる最後の攻撃であると考えていた。ウクライナ軍は自軍の戦力を維持するために撤退している可能性がある。6月4日、英国防省は「ウクライナ軍は、ウクライナ東部の交戦中の都市セベロドネツクで反撃し、ロシア軍が戦闘部隊と火力を集中させることでこれまでに得た作戦の勢いを鈍らせた可能性がある」と述べた。
6月6日、ISWは、ロシア軍がウクライナの反撃をアゾット工業地帯に押し戻したことで都市の大部分を奪還したと報告した。 6月7日、ロシア軍は工業地帯を押し進み、配備されたロシアのMLRSと牽引砲はセベロドネツクに向けられており、工業地帯への激しい砲撃が示された。 ISW筆者のフレデリック・ケーガンは、ロシア軍は「進路上の全てを消して、士気が低下し怯えたロシア兵が瓦礫の中に入っていくのを可能にするために、大規模な集中砲撃を行いながらゆっくりと前進している」と述べた。 
6月12日、ウクライナ軍総司令官であるヴァレリー・ザルジニーは、テレグラムに以下の文章を投稿した：「 敵はルハーンシク州北部で主な攻勢を集中させていることを強調する。彼らは一斉に大砲を使用しており、残念ながら、彼らは火力で10倍のアドバンテージがある。それら全てにもかかわらず、我々は我々の陣地を保持し続けている。現地のウクライナの土地のあらゆるところで血が流されている。それは我々の血だけではない、占領者の血もだ。 特にセベロドネツク市の状況は複雑であり、敵は最大7個の大隊戦術グループを配備している。 激しい砲火にもかかわらず、我々はなんとか敵を阻止することができた」
6月17日、ウクライナのスヴォボダ大隊指揮官のPetro Kusykが、市内での戦闘について分析した。彼は、ウクライナが都市の40-60％を支配しているが、戦線は絶えず変化していると主張した。彼は西側の武器の供給について不満を述べた。「我々は本気の装備とより多くの戦車を必要としている。現在、手に入れてるのは歩兵用の装備であり、そのため、我々はゲリラ戦で戦わなければならない」「ロシアの戦車が2キロ離れた距離から私たちを攻撃し、建物の後ろに隠れている」と述べた。彼は3つの橋が破壊されたことを認めたが、「橋が破壊された今では、我々はボートやロープを使い、泳いだりもする」と述べた。アゾト化学工場についてペトロジクは、「遅かれ早かれ工場が破壊されるため、彼らは最も脆弱な場所にいる。工場には化学物質が大量に貯蔵されているため、大惨事になるだろう。地域全体の生態学的大惨事になる。予測できない爆発が起こった場合、都市も都市の防衛者も攻撃者もいなくなる。それはすべてを破壊してしまう」と述べた。彼はロシア軍について語り、「彼らは、ウクライナ軍が陣地を保持しているのを見ると、その建物を攻撃したり制圧したりせず、ただ壊して平らにする戦術をとっている」と述べた。 
6月20日、ISWはロシア軍が利用可能な戦力の大部分をセベロドネツクに集中投入するという犠牲を払えば、数週間以内に掌握する可能性が高まるとした。 
6月23日、ISWは、「ルハーンシク州行政長官のセルヒイ・ハイダイは、6月23日にウクライナの部隊がリシチャンシクでの包囲を避けるために撤退しなければならない可能性があると語った。ウクライナの部隊は数週間にわたって大量のロシア軍の人員、兵器、装備をこの地域に引き付けることに成功し、ロシア軍がより有利な前進軸に集中することを妨げながら、ロシア軍の全体的な能力を低下させた可能性がある」と書いた。 

## 民間人への攻撃
セベロドネツクで民間施設に対する攻撃が複数回行われた。2022年3月17日、ルハーンシク州知事のセルヒイ・ハイダイは、ロシア軍が女性と子供を対象にした避難所に発砲したと報告し、「ルハーンシク地域で安全な所は最早どこにもない」と宣言した。
2022年3月22日にハイダイ州知事は、ロシア軍が小児病院を砲撃し、病院の屋上で火災が起きたが、負傷者はいなかったと語った。地元の教会への被害も報じられた。2022年4月7日、ロシア軍は人道支援センターを攻撃し、市内の高層ビル10棟を炎上させたと報じられた。
2022年5月7日、セベロドネツク近郊のビロホリウカでは、避難所として使用されていた学校が爆撃された。爆撃により火災が発生し約30人は救出されたが、校舎の地下室に避難していた民間人約60人ががれきの下に閉じこめられた。
5月30日までに、砲撃が激しくなったため、ウクライナ当局は死傷者の計測を停止した。
6月14日、ゼレンスキーは外国の更なる軍事援助を求め、セベロドネツクとリシチャンシク、その周辺地域を巡る戦いでの人的損失は「恐ろしい」と呼んだ。